# Smallville (4. évad)
| é./r. | Cím         |
| ----- | ----------- |
| 4.01  | Küldetés    |
| 4.02  | Elveszett   |
| 4.03  | Látszat     |
| 4.04  | Rajongás    |
| 4.05  | Futás       |
| 4.06  | Átvitel     |
| 4.07  | Átok        |
| 4.08  | Varázslat   |
| 4.09  | Határvonal  |
| 4.10  | Rémület     |
| 4.11  | Veszély     |
| 4.12  | Kitaszított |
| 4.13  | Toborzó     |
| 4.14  | Krypto      |
| 4.15  | Szent       |
| 4.16  | Lucy        |
| 4.17  | Ónix        |
| 4.18  | Lélek       |
| 4.19  | Hiány       |
| 4.20  | Kortalan    |
| 4.21  | Örökké      |
| 4.22  | Felavatás   |

## 4.01 Küldetés (Crusade)
Lois Lane Smallville-be érkezik, hogy kiderítse ki ölte meg az unokahúgát, Chloe-t. Belebotlik Clark-ba, aki Kal-El-ként viselkedik „újjászületése” óta.
Clark ellop egy kristályt, amit Lex talált; és elviszi a barlangba.
Lana-nak jól telnek a napjai Párizsban -a barátjával Jason Teague-el- addig amíg meg nem szállja Lana-t valami egy templomban és a napból 12 órára nem emlékszik; egy tetoválást is talál magán, ami nem tudja hogyan került oda…
Jonathan felébred a kórházban.
Martha megtalálja Clark-ot, de látja, hogy a fia nem önmaga, nem tudja mit tegyen, de ekkor megjelenik Bridgette Crosby(aki Virgil Swann-nal dolgozott együtt), hogy segítsen neki…

## 4.02 Elveszett (Gone)
Clark és Lois együtt nyomoznak Chloe gyilkosa után.
Valaki azonban úgy gondolja, hogy Chloe él, és az nem más, mint Lionel. Ezért felbérel egy gyilkost, hogy ölje meg Chloe-t, mert ha nem tanúskodik, akkor őt kiengedik a börtönből…
Eközben Lana rájön, hogy a tetoválás, ami rajta van az a barlang falán is megtalálható, ezért hazautazik; Jason utána megy, hogy meggyőzze folytassák a kapcsolatukat.
Még ebben a részben megismerkedhetünk Lois apjával, Sam Lane-nel, akinek nem tetszik, hogy Clark és Lois nyomozgatnak…

## 4.03 Látszat (Facade)
Abby szeretne szép lenni, ezért az anyja (aki plasztikai sebész) meteoritok segítségével megszépíti, de ennek következményei vannak, akit megcsókol életveszélybe kerül.
Lois nyomozni kezd Abby hirtelen megszépülése után…
Még ebben a részben, Clark beáll a focicsapatba, amit Jonathan nem néz jó szemmel. Martha pedig munkát vállal a Talon-ban.

## 4.04 Rajongás (Devoted)
Megüresedik a focicsapatban egy hely, és Clark-ot állítja be az edző, Jason Teague, aki azért vállalt munkát a smallville-i gimiben, hogy közelebb legyen Lana-hoz.
Dan(Clark az elődje) azért hagyta ott a csapatot, mert hirtelen a barátnője fontosabb lett neki, mint a csapat. Kiderül, hogy ivott abból az italból, amit a pomponlányok kotyvasztottak a csapatnak. Ebbe az italba meteoritot is kevertek, aminek következtében, aki beleiszik, megőrül azért az emberért, akit először meglát.
Az italnak Chloe Sullivan is áldozata lesz…

## 4.05 Futás (Run)
Jonathan-nek ellopják a tárcáját Metropolis-ban, Clark nem tudja elkapni a tolvajt, mert ő sokkal gyorsabb nála. Később kiderül, hogy a tolvaj Bart(alias Flash).
Clark összebarátkozik vele, és kiderül Bart már évek óta ilyen; nem a meteoritok miatt. Lopásból él és most el akar lopni egy nagyon értékes kéziratot Lex-től; ezen a kéziraton kriptoni jelek is vannak. Amikor Clark közelebbről is megvizsgálja észrevesz rajta egy térképet…

## 4.06 Átvitel (Transference)
Clark fájdalmas sípoló hangot hall a fülében, ami abba a börtönbe vezeti őt, ahol Lionel van. Clark meglátja, hogy Lionel egy szikladarabot tart a kezében (amin kriptoni jel van), amikor Lex-el kezet akar fogni; és ekkor közbeavatkozik, amint hozzáér a szikladarabhoz, Lionel és Clark teste kicserélődik…
Lionel rögtön munkához lát…
Clark pedig rácsok mögé zárva igyekszik kitalálni, miképp szerezheti vissza testét és erejét, hogy megmentse barátait és családját.

## 4.07 Átok (Jinx)
Chloe illegális szerencsejátékot űz egy cserediákkal, Mikail Mxyzptlk-kel. Feltesz egy összeget a Smallville Crows-ra, amelyen Mxyzptlk az erejét arra használja fel, hogy veszítsen a csapat. Amikor az egyik játékost sikerül kiiktatni; Clark rohan a labdáért, és amikor Mxyzptlk próbálja őt is elbuktatni, Clark véletlenül az egyik ellenfelét megüti olyan erővel, hogy a srácnak eltörik két helyen a kulcscsontja és ezért nagy bajba kerül, azt hiszik Clark szteroidokat szed…
Chloe és Clark rájön Mxyzptlk titkára, és amikor ezt Mxyzptlk megtudja, megzsarolja Clark-ot, hogyha nem veszíti el a bajnoki döntőt, akkor több barátja is kórházba kerül. De Chloe-val kitalálnak valamit amivel le tudják őt győzni…
Eközben Lex is felfigyel Mxyzptlk erejére…

## 4.08 Varázslat (Spell)
Lana felolvas egy XVII. századi varázskönyvből. Ekkor megszállja őt egy boszorkány lelke, Margaret Isobel Thoreaux, akit megégettek 1604-ben két boszorkánytársával együtt. A másik két boszorkány lelke pedig Chloe-ba és Lois-ba száll. Azért jöttek vissza, hogy megszerezzék a kriptoni köveket.
Amikor Isobel meglátogatja Lex-et, meglátja a kéziratban elrejtett térképet. Isobel rájön, hogy ő is a köveket keresi, a térképet eltünteti Lex irodájából.
Clark próbálja őket megállítani, ám a boszorkányok elkapják őt és megfosztják erejétől. Majd arra kényszerítik, mutassa meg, merre van az egyetlen megtalált kő…

## 4.09 Határvonal (Bound)
Lexet megvádolják, hogy megölt egy fiatal nőt, Lex az apját gyanúsítja. Clark elhatározza, hogy bebizonyítja barátja ártatlanságát, ezért elmegy a börtönbe Lionel-hez…
Eközben Lana találkozik Jason anyjával. A találkozó előtt látomása lesz arról, amikor Isobel -t elégették és valahogy ott volt Jason anyja is…

## 4.10 Rémület (Scare)
Lex egy titokzatos LuthorCorp-os kísérlete elszabadul, megfertőzi Smallville-t. Többek között Lana-t, Clark-ot, Chloe-t és Jason-t, akik ennek következtében hallucinálnak a legnagyobb félelmeikről és utána kómába esnek. Kivéve Clark-ot…
Eközben Lionel mindenkivel el akarja hitetni, hogy más ember lett, megváltozott. Segíteni akar másokon. És még a legfelsőbb bíróság az ítéletét is megsemmisíti, Lionel szabad ember…

## 4.11 Veszély (Unsafe)
Alicia kezelése véget ért Belle Reeve-ben. A lány visszatér Smallville-be, hogy ismét együtt legyen Clark-kal.
Clark kezdetben kételkedik Alicia gyógyulásában, aztán meglátja benne a jót, hogy végre lehet egy olyan kapcsolata, amelyben a társa tudja a titkát.
Ám Clark-nak a félelme beigazolódik: Alicia a vörös kriptonitot használja, hogy Clark hozzáállását megváltoztassa. Sikerrel is jár, hiszen a vörös kriptonittal Clark már nem olyan mint volt. Fogja Aliciát és lelépnek Las Vegasba, hogy összeházasodjanak…
Eközben Lex próbálja kideríteni, apja hogyan került ki a börtönből, hogyan lett megsemmisítve az ítélete. Lionel próbálja meggyőzni a fiát, hogy megváltozott, jobbá akarja tenni a világot, még egy alapítványt is létre akar hozni, hogy segítsen az embereken..

## 4.12 Kitaszított (Pariah)
Lana-t megtámadja egy láthatatlan támadó. Alicia az elsőszámú gyanúsított. Clark kezdetben megvédi a lányt, ám amikor Jason-t is megtámadják, Clark is Alicia-t gyanúsítja, amivel megbántja. Ezért arra kéri Clark-ot tárja fel a titkát mindenki előtt és akkor már ő is gyanúsított lesz. De Clark ezt nem teszi meg.
Alicia úgy érzi ha elmondja az egyik barátjának Clark titkát, akkor más szemmel néznek rá, és már ki is választotta ezt a barátot Chloe Sullivan személyében…
Eközben Jason anyja, Genevieve meglátogatja Lex-et…

## 4.13 Toborzó (Recruit)
Clark esélyes arra, hogy bekerüljön a Metropolis University csapatába. Ehhez azonban el kell látogatnia az Egyetemre.
Eközben az intézményben történik egy rejtélyes haláleset, melynek kapcsán gyilkosság vádjával letartoztatják Lois Lane-t.
Clark eközben felfedezi, hogy a Metropolis University csapatának sztárja különleges képességekkel bír: bárkit megbénít, aki az útjában áll. Így Lois-t is.
Eközben Lex egy üzletet ajánl Jason-nek…

## 4.14 Krypto (Krypto)
Vezetés közben Lois önhibáján kívül elgázol egy kutyát. Az állatot elviszi a Kent farmra, mert úgy látja, semmi baja nem történt. Clark rádöbben, hogy a kutya nem hétköznapi képes elmozdítani a traktort ahova kikötözték, a kutyának hatalmas ereje van.
Clark és Lois rájönnek, hogy a kutya a LuthorCorp egyik "terméke". Most néhány bűnöző rablásokhoz használja az állat képességeit. A rablók elkapják Clark-ot, azonban a kutya nem hagyja, hogy bántsák újdonsült gazdáját…
Ezalatt Lionel elmondja Jason-nek, hogy tudja, Isobel után nyomoz. Ad neki abból a térképből egy másolatot, ami Lex-nek is megvan…

## 4.15 Szent (Sacred)
Miután Clark és Lana rájönnek, hogy Jason és Lex Kínában az egyik titokzatos kristály után kutatnak, utánuk mennek.
Isobel Lana teste felett ismét átveszi az uralmat, és elindul megkeresni a kristályokat. Clark meghallja a kristály hívását, amikor Isobel felfedi az egyiket. Clark-nak meg kell küzdenie vele, hogy visszaszerezze. A küzdelem végén Isobel megint eltűnik, és vele a kristály is.

## 4.16 Lucy (Lucy)
Lois Lane húga, Lucy a kisvárosba jön. A lány mindenkit levesz a lábáról, akivel csak találkozik. Azonban Clark megismeri Lucy másik oldalát is: lopáson kapja, majd ráveszi, hogy árulja el látogatásának igazi okát…
Eközben a frissen megszerzett kriptoni kristály eltűnik Lana szobájából. Jason Lionel-t vádolja az ellopásával.

## 4.17 Ónix (Onyx)
Egy kriptonit-kísérlet során robbanás történik a LuthorCorp laborban, melynek hatására Lex kettős személyisége fizikailag is manifesztálódik, azaz teste kettéosztódik. Az ördögi oldala – Alexander – elmenekül a robbanás helyszínéről. Ezt követően miután Lex-et (a "jó" Luthor-t) bezárja a Luthor-kastély pincéjébe ezután Smallville-ben zűrzavart okoz.
Elsőként megkísérli megölni Clark-ot és Chloe-t a laborban. Majd meggyőzi Lionel-t, hogy térjen vissza a sötét oldalra. Végül megzsarolja Lana-t, hogy bezárja a Talon-t, ha a lány nem költözik hozzá…

## 4.18 Lélek (Spirit)
Chloe-t bálkirálynőnek jelölik az érettségi bálra. És eközben próbálja meggyőzni Clark-ot és Lana-t, hogy ne hagyják ki ezt a bált.
Chloe riválisa a bálkirálynői címért egy Dawn nevű lány, aki azonban a nagy estét megelőzően egy kriptonittal teli szakadékba zuhan kocsijával. A lány meghal, ám szelleme bolyongani kezd, testről testre.
Dawn először Martha-t aztán Lana-t, majd Lois-t, végül Chloe-t szállja meg. Az eredmény az lesz, hogy Lana elhívja a bálra Clark-ot, Lois feltűnést kelt az érettségi bálon, Chloe pedig lángba akarja borítani az iskolát.
Eközben Lex birtokán találnak egy holttestet, amiről kiderül, hogy Bridgette Crosby.
Jason kutatni kezd Lex gépén, és több e-mailt is talál, amit Bridgette Crosby írt Lex-nek. A beszélgetésük után Jason szól a seriffnek, hogy mit találtak Lex birtokán. De mire odaérnek a seriffel a holttest eltűnik…

## 4.19 Hiány (Blank)
Kevin egy olyan fiatalember, akinek megvan az a különleges képessége, hogy más emberek emlékezetét ideiglenesen törölje. Kevin kirabolja a Talon-t és amikor Clark próbálja megállítani, használja ellene az erejét és ennek következtében teljes amnéziát kap.
Amikor Chloe rájön mi történt segít Clark-nak újra megtanulni a képességei használatát, egyidejűleg pedig arra is vigyáz, hogy a fiú nehogy véletlenül valaki előtt lebukjon. Mialatt memória kiesése van Clarknak, találkozik Lana-val. És ismét szerelmes lesz belé…
Lex kihasználva ezt a helyzetet, elviszi Clark-ot a barlangba…

## 4.20 Kortalan (Ageless)
Clark és Lana egy elhagyott kisbabát talál a gabonamezőn. Elviszik a gyereket a Kent-farmra. Ám a babából egy nap alatt hétéves gyerek lesz. Lana és Clark rádöbbennek, hogy a gyerek növekedési üteme sokszorosa a legsúlyosabb korai öregedések során tapasztaltaknak is.
A fiatalok őrült tempóban keresni kezdik a gyógymódot, mielőtt ez a betegség hihetetlen sebességgel megöli pártfogoltjukat. Clark Lex-hez megy segítséget kérni.
Eközben Lionel megmérgezi Genevieve-t, és azzal zsarolja, csak akkor adja oda neki az ellenszert, ha odaadja neki azt a követ, amit ellopott Bridgette Crosby-tól…

## 4.21 Örökké (Forever)
Clark-nak meg kell állítani az iskola fotósát, miután a srác egy virtuális iskolában tartja fogva elrabolt diáktársait. Elsőként Chloe-t rabolja el a fiatal fényképész utána Lana-t is. Mindezt azért teszi, hogy ne legyen vége a giminek…
Eközben Lex-et és Lionel-t elrabolja Jason és Genevieve, hogy megtudják, hol van az általuk keresett kő. Meg is kínozzák őket, de amikor Lex-et az apja szeme láttára próbálják megölni, elárulja, hogy Lana-nak adta a követ…

## 4.22 Felavatás (Commencement)
Clark-nak lesz egy rémálma amiben azt látja, hogy katasztrofális csapás sújtja majd Smallville-t. Mindez arra sarkallja Clark-ot, hogy ellátogasson a barlangba Jor-El-hez, válaszokért. A biológiai apja elmondja Clark-nak, hogy azonnal egyesítenie kell a három kristályt. Ellenben egy olyan megrendítő erejű katasztrófa fog lecsapni a Földre, amelyet még ő sem tud megállítani.
Eközben Lex -Genevieve Teague meggyilkolása után- segít Lana-nak elmenekülni Smallville-ből, majd meg akarja szerezni Lionel-től az egyik követ.
Miután Chloe rájön, hogy a kristályok kapcsolatban vannak Clark-kal, megkísérli megállítani Lex-et, nehogy megtudja az igazságot…
Eközben Jason Teague elrabolja a Kent házaspárt és azzal fenyegeti meg Jonathan-t, hogy megöli Martha-t, ha nem mondja el neki, Clark hol rejtegetni a kristályokat…